# 沃谢讷
沃谢讷（法語：Vauciennes，法語發音：[vosjɛn]）是法国瓦兹省的一个市镇，位于该省东南部，属于桑利斯区。

## 地理
沃谢讷（49°14'11"N, 3°1'49"E）面积6.36 平方千米，位于法国上法蘭西大區瓦兹省，该省份为法国北部内陆省份，北起索姆省，西接厄尔省和滨海塞纳省，南至塞纳-马恩省和瓦兹河谷省，东临埃纳省。
与沃谢讷接壤的市镇（或旧市镇、城区）包括：夸约勒、欧通讷河畔拉尔尼、沃穆瓦斯、韦村。

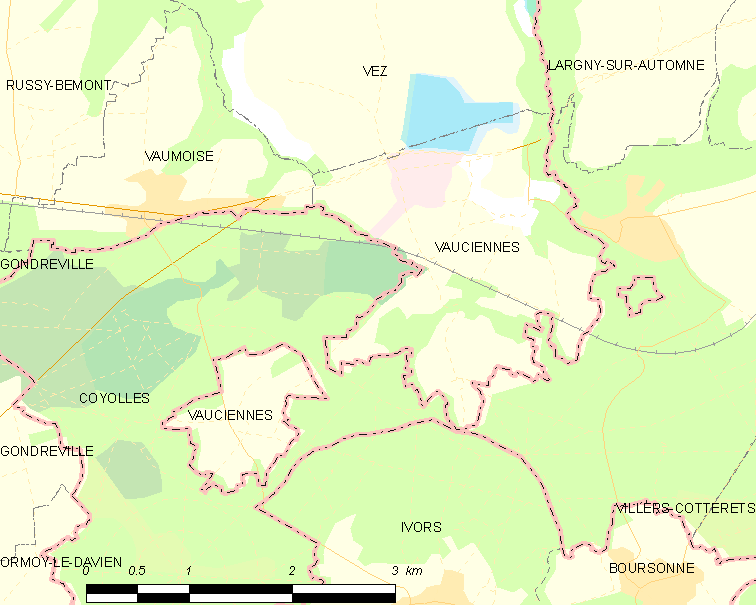
沃谢讷的OSM定位图

沃谢讷的时区为UTC+01:00、UTC+02:00（夏令时）。

## 行政
沃谢讷的邮政编码为60117，INSEE市镇编码为60658。

## 政治
沃谢讷所属的省级选区为瓦卢瓦地区克雷皮县。

## 人口

1962-2008年间沃谢讷人口变化图示

沃谢讷于2022年1月1日时的人口数量为700人。